# Clásica de San Sebastián 2006
La 26º edición de la Clásica de San Sebastián se disputó el 12 de agosto de 2006, por un circuito por Guipúzcoa con inicio y final en San Sebastián, sobre un trazado de 227 kilómetros. La prueba perteneció al UCI ProTour 2006.
El ganador de la carrera fue el español Xavier Florencio, del equipo Bouygues Telecom, que fue seguido por el italiano Stefano Garzelli y el kazajo Andréi Kashechkin.

## Clasificación final
| Posición | Ciclista           | Equipo                         | Tiempo     |
| -------- | ------------------ | ------------------------------ | ---------- |
| 1        | Xavier Florencio   | Bouygues Telecom               | 5h 32' 45" |
| 2        | Stefano Garzelli   | Liquigas                       | m. t.      |
| 3        | Andréi Kashechkin  | Astana                         | m. t.      |
| 4        | Aleksandr Bocharov | Crédit Agricole                | m. t.      |
| 5        | Cristian Moreni    | Cofidis                        | m. t.      |
| 6        | Mirko Celestino    | Team Milram                    | m. t.      |
| 7        | Ricardo Serrano    | Kaiku                          | m. t.      |
| 8        | Alejandro Valverde | Caisse d'Epargne-Illes Balears | m. t.      |
| 9        | George Hincapie    | Discovery Channel              | m. t.      |
| 10       | Franco Pellizotti  | Liquigas                       | m. t.      |